# Terramation

Les juridictions des États-Unis qui ont légalisé le compostage humain.

La terramation est un processus funéraire au cours duquel des microbes décomposent un cadavre humain en humus. Il est également appelé réduction organique naturelle (abrégé NOR en anglais) ou compostage humain,. En 2025, la terramation est pratiquée et se répand aux États-Unis, est actuellement expérimentée en Allemagne, et à l’étude en France.

## Processus
La terramation consiste à enfermer les cadavres humains dans une matière organique sèche (ex. : copeaux de bois, paille, alfafa propice aux bactéries aérobies) jusqu'à ce que des microbes thermophiles décomposent le corps, en un an environ, alors que la décomposition est beaucoup plus lente dans un cercueil ou en pleine terre, avec une putréfaction anaérobie qui génère des résidus néfastes pour l’environnement. Ce procédé produit un humus sain qui peut alimenter la croissance des plantes, permettant alors de transformer les cimetières en « espaces de mémoire végétalisés, riches et vivants. La mort (re)devient une étape du cycle du vivant », notent Jordy Bony et Damien Charabidzé. La biodégradation du corps peut se faire en surface, en sous-sol voire en milieu contrôlé en caissons hors-sol (procédé Natural Organic Reduction qui permet une biodégradation complète d'un corps en un mois).

## Atouts
Ses partisans affirment que le compostage humain est plus économique et plus respectueux de l'environnement que les méthodes traditionnelles d'élimination des cadavres humains.
La crémation utilise des combustibles fossiles et l'enterrement nécessite beaucoup de terres et a une empreinte carbone. En revanche, le compostage humain est un processus naturel qui crée de l'humus.

## Soutien
En France, les sondages disponibles font état selon Bony et Charabidzé (2025) d'« un plébiscite en faveur de solutions funéraires plus écologiques, de 20 % à plus de 45 % des sondés, et une bonne acceptation socioculturelle de la terramation ».

## Oppositions
Certains critiques jugent ce processus inapproprié pour le corps humain.
L'Église catholique, par exemple, a fait valoir qu'il ne confère pas le respect dû aux restes humains,.
Les interprétations juives orthodoxes de la loi religieuse Halakha s'opposent aussi au processus en raison du manque de respect approprié pour les morts, la question étant débattue dans d'autres branches du judaïsme,.

## Exemples
Katrina Spade, fondatrice de l'« Urban Death Project », a promu l'idée du compostage humain par réduction organique naturelle (NOR) et étudié des méthodes pour ce processus. Depuis 2017, l'Urban Death Project opère dans l'État de Washington, aux États-Unis, sous le nom de « Recompose ».
Aux États-Unis, le compostage humain est légalement autorisé dans 13 États,, dont Washington, le Colorado, le Vermont (à partir du 1er janvier 2023), l'Oregon, New York, ou encore la Californie (en 2027),.
En Allemagne la terramation est maintenant autorisée.
En France où seules l'inhumation et la crémation sont autorisées, une proposition de loi visant à expérimenter l'humusation est déposée en janvier 2023 par la députée Élodie Jacquier-Laforge (MoDem), mais elle n’a pas encore été soumise au vote à la date du 6 juillet 2025. La terramation pourrait être considérée comme étant une forme particulière d’inhumation ou comme une nouvelle pratique, compatible avec le droit français, moyennant la mise à jour du décret du 27 avril 1889. Le concept de terramation a été décrit par des médias tels que Le Monde, Les Échos, La Gazette des communes, Le Point et semble être acceptable ou souhaité par une part croissante de la population.

## Recherche
Depuis 2024, l'université de Lille et celle de Bordeaux, avec l’association Humo Sapiens portent un projet participatif sur la terramation, avec un prototype fonctionnel prévu pour 2026,.
Une expérimentation sur des brebis est menée en 2025 aux Ulis.